# Щава (гміна)
Гміна Щава (пол. Gmina Grabówka) — сільська гміна у Східній Польщі. Належить до Лімановського повіту Малопольського воєводства.
Гміну утворено згідно з розпорядженням Ради міністрів від 1 жовтня 2024 року, шляхом відділення 1 січня 2025 року частини гміни Камениця. До новоутвореної гміни відійшло село Щава.
До складу ґміни входять: територія Щавської реєстраційної території площею 2505,66 га, частини, що входять до реєстраційної території Камениця загальною площею 4,76 га та частини, що входять до реєстраційної території Засадне загальною площею 1728,11 га.

## Сусідні гміни
Гміна Щава межує з гмінами: Камениця, Мшана-Дольна.